# Zorro – Graf von Navarra
Zorro – Graf von Navarra (Originaltitel: Zorro marchese di Navarra) ist ein italienischer Abenteuerfilm um den maskierten Helden aus dem Jahr 1969, den Franco Montemurro unter Pseudonym inszenierte. Die deutschsprachige Erstaufführung war am 10. Januar 1987 im DFF.

## Handlung
Im von Frankreich besetzten Spanien werden alle Versuche, gegen die Herrscher zu revoltieren, im Keim erstickt. Nur in der Gegend um Pamplona gelingt es einigen Rebellengruppen, die von einem geheimnisvollen Maskierten angeführt werden, effektvolle Aktionen zu starten, die dem Garnisonskommandeur Colonel Brizard das Leben schwermachen. Ein französischer Friseur, der in der Gegend lebt, scheint mit den Geschehnissen nichts zu tun zu haben, auch als Brizard wieder einmal zusehen muss, wie sein Erzfeind fast unter seinen Augen einige zum Tod verurteilte Gefangene befreit. Der Zorn des Kommandeurs trifft, wie üblich, den Neffen des Alcaldes Don Ignazio und Don Ruiz, einen in seinen Diensten stehenden Spanier, der Carmen, die Nichte besagten Alcaldes ehelichen soll. Carmen jedoch, die all der Einflüsterungen und des Verrats um sie herum müde ist, bewundert glühend den Verteidiger des Landes, den maskierten Zorro, der mit seinem Beispiel einigen der Spanier im ganzen Land den Mut gibt, mit der regulären Armee den Freiheitskampf des Staates zu beginnen. Als diese Truppen Pamplona erreichen, flieht Colonel Brizard mit Carmen als Geisel; Zorro kann aber die Flucht stoppen und Carmen befreien. Als König Ferdinand VII. wieder in Spanien ist, kann auch Zorro seine Identität enthüllen und wird zum Grafen von Navarra ernannt.

## Kritik
Das Lexikon des internationalen Films sah einen „konventionell gestaltete(n) Mantel- und Degenfilm in der Tradition des Genres. Flotte Fecht- und melodramatische Liebesszenen sind jedoch allenfalls äußere Höhepunkte der allzu schematisch gefertigten Abenteuergeschichte.“ Noch weniger begeistert äußerten sich die Segnalazioni Cinematografiche: „Ein Film, der ohne eine einzige originelle Idee auskommt und stattdessen ausschließlich Plattitüden und banale Situationen bietet.“ Dagegen eher positiv Cinema: „Zorro […] tarnt sich als Figaro und wäscht französischen Soldaten den Kopf. Abenteuer aus der Zeit des Minipli. – Flotte Gefechte in fader Story.“

## Synchronisation
Das DEFA Studio für Synchronisation besetzte u. a. Michael Telloke für die Titelrolle, Ingrid Schwienke für Malisa Longo und Horst Lampe für Daniele Vargas.